# Разугљеничење
Разугљеничење је поступак уклањања угљеника уобичајено са површинског слоја предмета направљеног од гвожђа или челика. Супротан процес разугљеничењу је наугљеничење, познатије као цементација челика.